# Кьят
Кьят — денежная единица государства Мьянма (до 1989 года — Бирма). Местные названия — ча или джа. Один кьят равен 100 пья. С 1952 по 1989 год носил название бирманский кьят, с 1989-го — мьянманский кьят.

## История

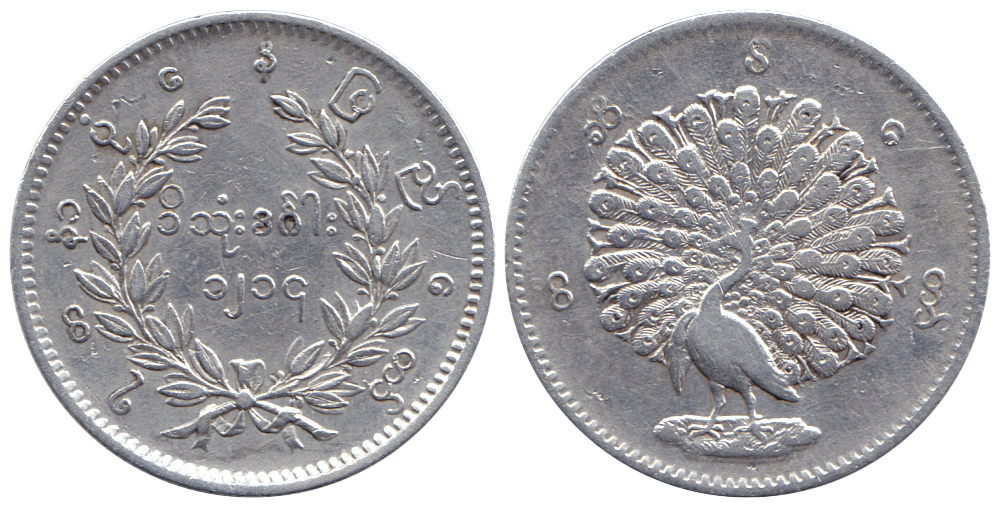
Серебряная монета 1 кьят короля Миндона Мина, 1853 г.

Понятие «кьят» встречается уже в XIX веке. Это было местное наименование общей для нескольких государств Индокитая (Бирма, Сиам, Лаос, Камбоджа) единицы измерения — тикаля, служившего как денежной единицей, так и единицей измерения массы. В 1852—1878 годах при короле Миндоне на базе тикаля (кьята), который был приравнен к индийской рупии, были выпущены первые бирманские монеты, в том числе достоинством в 1 кьят (серебро) и в 1 пья (медь, 1⁄64 или 1⁄80 кьята). Они находились в обращении до 1 апреля 1892 года.
В 1883 году некоторые из областей, а в 1885 году вся Бирма стала британской колонией (провинцией в составе Британской Индии), а её денежной единицей была официально провозглашена индийская рупия. Индийские монеты и банкноты оставались законным средством платежа в колонии до 1 апреля 1939 года. При этом в 1897—1922 годах правительство Британской Индии выпустило банкноты того же типа, что и индийские рупии, специально для Рангуна, а в 1917 и 1927—1937 годах — для всей территории Бирмы, которые иногда называются бирманской рупией.
С 1 апреля 1937 года, когда Бирма перестала быть одной из провинций Британской Индии и стала самостоятельной колонией Британии, Резервный банк Индии начал выпуск для Бирмы банкнот со штампом «Законное платёжное средство только в Бирме», а в 1938 году — банкнот без такого штампа. Впоследствии эти банкноты были заменены на денежные знаки Бирманского управления денежного обращения (штаб-квартира располагалась в Лондоне). При этом бирманская рупия оставалась равной рупии индийской, для которой в свою очередь устанавливалось и несколько раз пересматривалось твёрдое соотношение с фунтом стерлингов.
С 1942 года, после оккупации Бирмы Японской Империей, на её территории законным средством платежа были объявлены японский оккупационный доллар (с 31 января 1942 года) и японская оккупационная рупия (с 1 мая 1942 года). Кроме того, 15 января 1944 года японцы основали Бирманский государственный банк, который приступил к выпуску номинированных в бирманских рупиях денежных знаков марионеточного правительства Бирмы. Все оккупационные деньги были аннулированы 1 мая и изъяты из обращения в августе 1945 года после освобождения Бирмы от японской оккупации.
В 1945 году временно эмиссионные функции выполнялись британской военной администрацией, выпускавшей банкноты с надпечаткой «Военная администрация в Бирме — законное платёжное средство в Бирме». Затем свою работу возобновило Бирманское управление денежного обращения. В 1948 году, после провозглашения независимости Бирмы, оно выпустило банкноты от имени правительства Бирмы, а в 1949-м — от имени Союзного банка Бирмы.
1 июля 1952 года бирманская рупия была заменена современным кьятом в соотношении 1:1. Первоначально он назывался бирманским кьятом, а с 18 июня 1989 года стал мьянманским кьятом.

## Монеты

### Первый кьят
В династии Конебоун, Миндон, предпоследний король Бирмы, основал Королевский монетный двор в Мандалай (Центральная Бирма). Штампы были изготовлены в Париже. Серебряные монеты чеканились достоинством в 1 пе, 1 му (2 пе), 1 мат (4 пе), 5 му (8 пе) и 1 кьят, а золотые — в 1 пе и 1 му. На оборотах была королевская печать с изображением павлина, от которой монеты и получили свое название. На реверсе были указаны номинал и дата чеканки (в бирманскую эпоху, которая начинается с 638 года н.э.). В 1860-1870-х годах были выпущены свинцовые монеты для 1⁄8 и 1/44 пя, с медью, латунью, оловом и железом 1/44 пэ (1 пя) и медь 2 пя. В 1866 году были выпущены другие золотые монеты достоинством в 1 пенни, 2+1⁄2 му и 1 кьят, с 5 му, выпущенными в 1878 году.

### Второй кьят
Монеты для этой валюты не выпускались.

### Третий кьят
В 1952 году были введены монеты достоинством в 1, 5, 10, 25 и 50 пья и 1 кьят. На новых монетах был изображен тот же аверс с изображением Чинте от монет второго кьята и с тем же дизайном реверса, с указанием номинала монеты мьянманскими буквами и цифрами в окружении цветов Мьянмы.
| монеты 1956-1966 годов выпуска | монеты 1956-1966 годов выпуска | монеты 1956-1966 годов выпуска | монеты 1956-1966 годов выпуска | монеты 1956-1966 годов выпуска | монеты 1956-1966 годов выпуска | монеты 1956-1966 годов выпуска | монеты 1956-1966 годов выпуска | монеты 1956-1966 годов выпуска                                             | монеты 1956-1966 годов выпуска |
| Изображение                    | Изображение                    | Значение                       | Технические параметры          | Технические параметры          | Технические параметры          | Описание                       | Описание                       | Описание                                                                   | Дата выпуска                   |
| Аверс                          | Реверс                         | Значение                       | Диаметр                        | Вес                            | Состав                         | Гурт                           | Аверс                          | Реверс                                                                     | Дата выпуска                   |
| ------------------------------ | ------------------------------ | ------------------------------ | ------------------------------ | ------------------------------ | ------------------------------ | ------------------------------ | ------------------------------ | -------------------------------------------------------------------------- | ------------------------------ |
|                                |                                | 1 пья                          | 18 мм                          | 2.2 г                          | Бронзовый 90% медь 10% цинк    | Гладкий                        | Чинте                          | Значение (цифра), Значение (написание), год чеканки, рисунки цветов Мьянмы | 1956                           |
|                                |                                | 5 пья                          | 19,5 мм                        | 3.17 г                         | Медно-никелевый                | Гладкий                        | Чинте                          | Значение (цифра), Значение (написание), год чеканки, рисунки цветов Мьянмы | 1956                           |
|                                |                                | 10 пья                         | 19,5 мм                        | 4,46 г                         | Медно-никелевый                | Гладкий                        | Чинте                          | Значение (цифра), Значение (написание), год чеканки, рисунки цветов Мьянмы | 1956                           |
|                                |                                | 25 пья                         | 24,1 мм                        | 6,78 г                         | Медно-никелевый                | Гладкий                        | Чинте                          | Значение (цифра), Значение (написание), год чеканки, рисунки цветов Мьянмы | 1956                           |
|                                |                                | 50 пья                         | 26 мм                          | 7,8 г                          | Медно-никелевый                |                                | Чинте                          | Значение (цифра), Значение (написание), год чеканки, рисунки цветов Мьянмы | 1956                           |
|                                |                                | 1 кьят                         | 30,5 мм                        | 11,65 г                        | Медно-никелевый                |                                | Чинте                          | Значение (цифра), Значение (написание), год чеканки, рисунки цветов Мьянмы | 1956                           |

В 1966 году все монеты были переработаны, чтобы показать Аун Сан на лицевой стороне и все они были изменены по составу на алюминий. Кроме того, монеты были немного уменьшены в размерах. Тем не менее, они сохранили те же формы и общий вид, что и монеты предыдущей серии. Они распространялись до тех пор, пока не были прекращены в 1983 году.
В 1983 году была выпущена новая серия монет из бронзы или латуни в 5, 10, 25, 50 пья и медно-никелевых 1 кьят. Хотя изначально 25 пайя были круглыми, позже они были переделаны в шестиугольные из-за различий в размерах и внешнем виде с 10 и 50 пайя. Это будет последняя официальная серия монет, выпущенных под названием «Бирма».
Последний раз монеты номиналом 1 пья чеканились в 1966 году, 5 и 25 пья - в 1987 году, а 10 и 50 пья - в 1991 году.
В 1999 году была выпущена новая серия монет достоинством в 1 кьят из бронзы, 5 кьятов из латуни, 10 кьятов из медно-никеля, 50 и 100 кьятов из мельхиора под названием «Центральный банк Мьянмы». Это также первые монеты Бирмы, на которых изображены латинские буквы. Эти монеты предназначались для поставщиков и служб в качестве альтернативы большому количеству изношенных банкнот низкого достоинства. С тех пор высокая инфляция вытеснила эти монеты из обращения.
В конце 2008 года правительство Мьянмы объявило, что будут выпущены новые монеты 50 и 100 кьятов Согласно газетным статьям, новая монета 50 кьятов будет изготовлена из меди, с обычным бирманским львом на аверсе и фонтаном лотоса из Нейпьидо на обороте. Монета 100 кьятов будет изготовлена из медно-никелевого сплава с изображением бирманского льва на аверсе и номиналом на реверсе.
| Серия 1991 года | Серия 1991 года | Серия 1991 года       | Серия 1991 года       | Серия 1991 года       | Серия 1991 года | Серия 1991 года                                          | Серия 1991 года                                                 | Серия 1991 года     |
| Изображение     | Номинал         | Технические параметры | Технические параметры | Технические параметры | Описание        | Описание                                                 | Описание                                                        | Дата первой чеканки |
| Изображение     | Номинал         | Диаметр               | Вес                   | Состав                | Гурт            | Аверс                                                    | Обратная                                                        | Дата первой чеканки |
| --------------- | --------------- | --------------------- | --------------------- | --------------------- | --------------- | -------------------------------------------------------- | --------------------------------------------------------------- | ------------------- |
|                 | 10 пья          | 20,4 мм               |                       | Латунь                |                 | Рис, «Центральный банк Мьянмы» на Бирманском языке       | Номинал на бирманских цифрах                                    | 1991                |
|                 | 50 пья          | 24,6 мм               |                       | Латунь                |                 | Рис, «Центральный банк Мьянмы» на Бирманском языке       | Номинал на бирманских цифрах                                    | 1991                |
| Серия 1999      |                 |                       |                       |                       |                 |                                                          |                                                                 |                     |
|                 | 1 кьят          | 19.03                 | 2.95                  | Бронза                | Однотонные      | Чинте, "Центральный банк Мьянмы" и номинал на Бирманском | Название банка на английском языке и номинал на арабских цифрах | 1999                |
|                 | 5 кьятов        | 20 мм                 | 2,73 г                | Латунь                | Однотонные      | Чинте, "Центральный банк Мьянмы" и номинал на Бирманском | Название банка на английском языке и номинал на арабских цифрах | 1999                |
|                 | 10 кьятов       | 22,3 мм               | 4.45 г                | Латунь                |                 | Чинте, "Центральный банк Мьянмы" и номинал на Бирманском | Название банка на английском языке и номинал на арабских цифрах | 1999                |
|                 | 50 кьятов       | 23,85 мм              | 5.06 г                | Мельхиор              |                 | Чинте, "Центральный банк Мьянмы" и номинал на Бирманском | Название банка на английском языке и номинал на арабских цифрах | 1999                |
|                 | 100 кьятов      | 26,8 мм               | 7,52 г                | Мельхиор              |                 | Чинте, "Центральный банк Мьянмы" и номинал на Бирманском | Название банка на английском языке и номинал на арабских цифрах | 1999                |

## Банкноты

### Первая серия кьятов
Никаких банкнот в этой валюте выпущено не было.

### Серия 1944-1945
Государственный банк Бирмы выпустил банкноты номиналом 1, 5, 10 и 100 кьятов в 1944 году, за которыми последовал дальнейший выпуск банкнот номиналом 100 кьят в 1945 году.
| Изображение                                     | Изображение       | Номинал (кьятов) | Размеры (мм) | Основные цвета | Описание                                                                                              | Описание | Описание                                                           |
| Лицевая сторона                                 | Оборотная сторона | Номинал (кьятов) | Размеры (мм) | Основные цвета | Лицевая сторона                                                                                       | Оборотная сторона                                                                                             | Водяной знак                                                       |
| ----------------------------------------------- | ----------------- | ---------------- | ------------ | -------------- | --- | --- | ------------------------------------------------------------------ |
|                                                 |                   | 1                | 109×63       | синий          | Павлин и "1 кьят", написанные в Мьянме на фоне восходящего солнца                                     | Королевский дворец в Мандалае                                                                                 | "Бамар", написанный на языке Мьянмы, вписан в гильошированный узор |
|                                                 |                   | 5                | 130×72       | красный        | Павлин и "5 кьятов", написанные в Мьянме на фоне восходящего солнца                                   | Королевский дворец в Мандалае                                                                                 | "Бамар", написанный на языке Мьянмы, вписан в гильошированный узор |
|                                                 |                   | 10               | 146×84       | зеленый        | Павлин и "10 кьятов", написанные в Мьянме на фоне восходящего солнца                                  | Королевский дворец в Мандалае                                                                                 | "Бамар", написанный на языке Мьянмы, вписан в гильошированный узор |
|                                                 |                   | 100              | 160×90       | ярко-оранжевый | Павлин и надпись "100 кьятов", написанная в Мьянме на фоне восходящего солнца                         | Королевский дворец в Мандалае                                                                                 | "Бамар", написанный на языке Мьянмы, вписан в гильошированный узор |
|                                                 |                   | 100              | 155×95       | тёмно-синий    | Павлин и надпись "100 кьятов" поверх цифр Мьянмы "100" с изображением главы государства Ба Мау справа | Королевский дворец Мандалая в центре граничит с мьянманскими нагасами с цифрами "100" в Мьянме слева и справа | Образ главы государства Ба Мау                                     |
| Масштаб изображений — 1,0 пикселя на миллиметр. |                   |                  |              |                | | |                                                                    |

### Серия 1965 года
30 апреля 1965 Народный Банк Бирмы ввёл в обращение новую серию банкнот номиналами 1, 5, 10 и 20 кьят.
| Изображение                                     | Изображение       | Номинал (кьятов) | Размеры (мм) | Основные цвета   | Описание        | Описание            | Описание            |
| Лицевая сторона                                 | Оборотная сторона | Номинал (кьятов) | Размеры (мм) | Основные цвета   | Лицевая сторона | Оборотная сторона   | Водяной знак        |
| ----------------------------------------------- | ----------------- | ---------------- | ------------ | ---------------- | --------------- | ------------------- | ------------------- |
|                                                 |                   | 1                | 115×66       | фиолетовый серый | Генерал Аун Сан | Рыбак на озере Инле | Геометрический узор |
|                                                 |                   | 5                | 150×70       | зелёный          | Генерал Аун Сан | Фермер с коровой    | Геометрический узор |
|                                                 |                   | 10               | 159×81       | красный          | Генерал Аун Сан | Сборщица хлопка     | Геометрический узор |
|                                                 |                   | 20               | 169×90       | коричневый       | Генерал Аун Сан | Трактор с бороной   | Геометрический узор |
| Масштаб изображений — 1,0 пикселя на миллиметр. |                   |                  |              |                  |                 |                     |                     |

### Серия 1972—1985
В 1972 году Объединённый Банк Бирмы начал собственный выпуск банкнот, и в период с 1972 по 1979 года печатались банкноты номиналами 1, 5, 10, 25, 50 и 100 кьятов. Купюры были напечатаны типографией в Вази, Верхняя Бирма под техническим руководством немецкой типографии Giesecke & Devrient.
3 ноября 1985 года банкноты номиналом 50 и 100 кьятов были выведены из оборота без предупреждения, хотя было разрешено обменивать ограниченное количество старых банкнот на новые. Все остальные купюры, находившиеся в то время в обращении, оставались законным платежным средством. 10 ноября 1985 года были введены банкноты номиналом 75 кьятов, необычный номинал, возможно, выбран из-за пристрастия диктатора Не Вина к нумерологии; банкнота в 75 кьятов предположительно была представлена в ознаменование его 75-летия. 1 августа 1986 года были выпущены банкноты в 15 и 35 кьятов.
Два года спустя, 5 сентября 1987 года, правительство вывело из оборота банкноты номиналом 25, 35 и 75 кьятов без предупреждения или компенсации, обесценив около 75 % валюты страны и уничтожив сбережения бирманцев на миллионы долларов. 22 сентября 1987 года были введены банкноты достоинством 45 и 90 кьятов. Возникшие в результате экономические потрясения привели к серьезным беспорядкам и, в конечном итоге, к государственному перевороту в 1988 году организованном генералом Со Маунгом.
| Изображение                                     | Изображение       | Номинал (кьятов) | Размеры (мм) | Основные цвета    | Описание        | Описание                       | Даты             | Даты            |
| Лицевая сторона                                 | Оборотная сторона | Номинал (кьятов) | Размеры (мм) | Основные цвета    | Лицевая сторона | Оборотная сторона              | выпуска          | изъятия         |
| ----------------------------------------------- | ----------------- | ---------------- | ------------ | ----------------- | --------------- | ------------------------------ | ---------------- | --------------- |
|                                                 |                   | 1                | 124×60       | зелёный           | Генерал Аун Сан | прялка                         | 30 декабря 1972  | н/д             |
|                                                 |                   | 5                | 136×70       | голубой синий     | Генерал Аун Сан | Пальма                         | 31 октября 1973  | н/д             |
|                                                 |                   | 10               | 146×80       | красно-коричневый | Генерал Аун Сан | Церемониальная чаша            | 30 июня 1973     | н/д             |
|                                                 |                   | 15               | 149×71       | светло-зелёный    | Генерал Аун Сан | Деревянная скульптура Зочжи    | 1 августа 1986   | н/д             |
|                                                 |                   | 25               | 155×90       | оранжевый         | Генерал Аун Сан | Пьинсайупа                     | 30 сентября 1972 | 5 сентября 1987 |
|                                                 | \|                | 35               | 155×74       | фиолетовый        | Генерал Аун Сан | На Та                          | 1 августа 1986   | 5 сентября 1987 |
|                                                 |                   | 45               | 158×77,5     | сине-зелёный      | По Хла Джи      | Нефтяные вышки и нефтяники     | 22 сентября 1987 | н/д             |
|                                                 |                   | 50               | 166×100      | жёлтый коричневый | Генерал Аун Сан | Лоу Ka На                      | июль 1979        | 3 ноября 1985   |
|                                                 |                   | 75               | 161×77       | коричневый        | Генерал Аун Сан | Лоу Ka На                      | 10 ноября 1985   | 5 сентября 1987 |
|                                                 |                   | 90               | 167×80       | светло-зелёный    | Сая Сан         | крестьяне и буйволиная упряжка | 22 сентября 1987 | н/д             |
|                                                 |                   | 100              | 176×110      | светло-зелёный    | Генерал Аун Сан | Саунг                          | 16 апреля 1976   | 3 ноября 1985   |
| Масштаб изображений — 1,0 пикселя на миллиметр. |                   |                  |              |                   |                 |                                |                  |                 |

### Серия 1989 года
После переименования страны в Мьянму 20 июня 1989. начали выпускаться новые банкноты, но с возвратом более полезных или практичных номиналов. На этот раз старые банкноты не демонетизировались, а просто вышли из употребления из-за инфляции, а также износа. 1 марта 1990. были выпущены банкноты номиналом 1 кьят, а 27 марта — банкноты номиналом 200 кьятов. 27 марта 1994 были выпущены банкноты номиналом 50 пья, 20, 50, 100 и 500 кьятов, а затем 1 мая 1995, новые купюры в 5 и 10 кьятов. Банкноты в 1000 кьятов были введены в обращение в ноябре 1998 года.
В 2003 году по стране прокатились слухи о предстоящей демонетизации, в результате чего хунта официально опровергла их. В 2004 году размеры банкнот 200, 500 и 1000 кьятов были уменьшены (чтобы сделать все бирманские банкноты одинаковыми по размеру), но более крупные банкноты остались в обращении. Из за инфляции банкноты номиналом 50 пья, 1, 5, 10 и 20 кьятов практически исчезли из оборота.
1 октября 2009 года были выпущены банкноты номиналом 5 000 кьятов размером 150×70 мм.
9 июня 2012 года Центральный банк объявил, что банкноты номиналом 10 000 кьятов будут введены в обращение, чтобы облегчить финансовые операции в экономике, ориентированной в основном на наличность. Они были выпущены 15 июня 2012 года.
В 2019 году Центральный банк Мьянмы выпустил новую серию банкнот с портретом национального героя Аун Сана. 4 января 2020 года в обращение была выпущена банкнота в 1000 кьятов, 19 июля 2020-го — в 500 кьятов, а 31 июля 2023-го — в 20 000 кьятов.
| Изображение                                     | Изображение       | Номинал      | Размеры (мм) | Основные цвета        | Описание        | Описание                         | Описание                    | Дата выпуска     |
| Лицевая сторона                                 | Оборотная сторона | Номинал      | Размеры (мм) | Основные цвета        | Лицевая сторона | Оборотная сторона                | Водяной знак                | Дата выпуска     |
| ----------------------------------------------- | ----------------- | ------------ | ------------ | --------------------- | --------------- | -------------------------------- | --------------------------- | ---------------- |
|                                                 |                   | 50 пья       | 110×55       | фиолетовый оранжевый  | Саунг           | Узор гильош                      | «BCM»                       | 27 марта 1994    |
|                                                 |                   | 1 кьят       | 131×62       | оранжевый             | Генерал Аун Сан | Узор Гильош                      | Аун Сан                     | 1 марта 1990     |
|                                                 |                   | 1 кьят       | 110×55       | синий                 | Чиньтхе         | соревнования по гребле           | «BCM»                       | 31 октября 1996  |
|                                                 |                   | 5 кьятов     | 130×62       | коричневый синий      | Чиньтхе         | игра с мячом                     | Чиньтхе, номинал            | 1 мая 1995       |
|                                                 |                   | 10 кьятов    | 130×62       | фиолетовый            | Чиньтхе         | Королевский корабль              | Чиньтхе                     | 1 мая 1995       |
|                                                 |                   | 20 кьятов    | 146×70       | зелёный               | Чиньтхе         | фонтан со слонами, люди в парке  | Чиньтхе                     | 27 марта 1994    |
|                                                 |                   | 50 кьятов    | 146×70       | оранжевый коричневый  | Чиньтхе         | гончар                           | Чиньтхе                     | 27 марта 1994    |
|                                                 |                   | 100 кьятов   | 146×70       | синий зелёный розовый | Чиньтхе         | восстановление буддистской ступы | Чиньтхе                     | 27 марта 1994    |
|                                                 |                   | 200 кьятов   | 167×80       | синий зелёный розовый | Чиньтхе         | заготовка леса при помощи слона  | Чиньтхе                     | 27 марта 1990    |
|                                                 |                   | 200 кьятов   | 150×70       | синий зелёный розовый | Чиньтхе         | заготовка леса при помощи слона  | Чиньтхе, номинал            | 30 сентября 2004 |
| [ 13 ]                                          | [ 14 ]            | 500 кьятов   | 167×80       | фиолетовый коричневый | Чиньтхе         | Статуя Маха-Бандулы              | Чиньтхе                     | 27 марта 1994    |
|                                                 |                   | 500 кьятов   | 150×70       | фиолетовый коричневый | Чиньтхе         | Статуя Маха-Бандулы              | Чиньтхе, номинал            | 30 сентября 2004 |
|                                                 |                   | 500 кьятов   | 150×70       | красный розовый       | Чиньтхе         | Генерал Аун Сан                  | Здание ЦБ Мьянмы в Нейпьидо | 19 июля 2020     |
|                                                 |                   | 1000 кьятов  | 177×80       | зелёный фиолетовый    | Чиньтхе         | министерство финансов            | Чиньтхе                     | ноябрь 1998      |
|                                                 |                   | 1000 кьятов  | 150×70       | зелёный фиолетовый    | Чиньтхе         | министерство финансов            | Чиньтхе                     | 11 октября 2004  |
|                                                 |                   | 1000 кьятов  | 150×70       | синий                 | Генерал Аун Сан | Ассамблея Союза                  | Аун Сан, номинал            | 4 января 2020    |
|                                                 |                   | 5000 кьятов  | 150×70       | оранжевый розовый     | Слон            | Ассамблея Союза                  | Слон, номинал               | 1 октября 2009   |
|                                                 |                   | 10000 кьятов | 150×70       | многоцветная          | Герб Мьянмы     | Королевский дворец в Мандалае    | Цветок лотоса               | 15 июня 2012     |
|                                                 |                   | 20000 кьятов | 150×70       | светло-зелёный        | Слон            | Мосты через реку Иравади         | Голова белого слона         | 31 июля 2023     |
| Масштаб изображений — 1,0 пикселя на миллиметр. |                   |              |              |                       |                 |                                  |                             |                  |

## Режим валютного курса
С 9 мая 1977 года в течение некоторого времени кьят был привязан к курсу специальных прав заимствования (Special drawing rights, SDR) — расчётной единицы Международного валютного фонда, в соотношении 8,5085:1.
2 апреля 2012 года Центральный банк Мьянмы объявил о переходе к плавающему курсу кьята, установив начальный курс — 818 кьятов за доллар (при существовавшем ранее официальном курсе 6,4 кьята за доллар).